# 三浦舞華
三浦 舞華（みうら まいか、2001年8月13日 - ）は、日本の女子バスケットボール選手である。ポジションはシューティングガード。Wリーグのトヨタ自動車アンテロープス所属。

## 来歴
宮城県出身。
精華女子高校でインターハイ・ウインターカップともにベスト8。
白鷗大学進学後は4年時にインカレ優勝を経験。
2024年1月、トヨタ自動車アンテロープスにアーリーエントリーとして加入。

## 日本代表歴
- 2018 U17ワールドカップ
- 2023ワールドユニバーシティゲームズ（銀メダル）